# Jaromír Jágr
Jaromir Jagr (sinh ngày 15 tháng 2 năm 1972 tại Kladno) là một vận động viên khúc côn cầu trên băng người Séc, hiện đang chơi cho câu lạc bộ HC Kladno tại giải đấu khúc côn cầu hạng hai của Séc.  Trước đây, ông từng chơi cho các câu lạc bộ tại Mỹ và Canada như Pittsburgh Penguins, Washington Capitals, New York Rangers, Philadelphia Flyers, Dallas Stars, Boston Bruins, New Jersey Devils, Florida Panthers, Calgary Flames và  vài năm có chơi cho đội Nga Avangard Omsk ở KHL.  Tại Cộng hòa Séc, ông được gắn kết với Câu lạc bộ Kladno, nơi ông đã trở thành chủ sở hữu kể từ năm 2011.  Với đội tuyển khúc côn cầu của Séc, ông đã giành được huy chương vàng tại Thế vận hội Olympic 1998 và vô số huy chương trong các giải vô địch thế giới.  Ông là một người nổi tiếng và được công nhận trong lĩnh vực thể thao. Ông được xếp trong số những vận động viên chơi khúc côn cầu hay nhất mọi thời đại.